# Trassenheide
Trassenheide là một đô thị trong huyện Vorpommern-Greifswald (trước thuộc huyện Ostvorpommern), bang Mecklenburg-Vorpommern, miền bắc nước Đức.

The Upside-Down HouseThe Upside-Down House
Upside-Down BathroomUpside-Down Bathroom